# Семискуль (Тюменская область)
Семискуль — деревня в Армизонском районе Тюменской области России. Входит в состав Армизонского сельского поселения.

## История
В «Списке населенных мест Российской империи» 1871 года издания (по сведениям 1868—1869 годов) населённый пункт упомянут как казённая деревня Семикульская (Семискульская, Курочкина) Ишимского округа Тобольской губернии, при озере Семискуле, расположенная в 138 верстах от окружного центра города Ишим. В деревне насчитывалось 24 двора и проживало 116 человек (53 мужчины и 63 женщины).
В 1926 году в деревне имелось 47 хозяйств и проживало 225 человек (100 мужчин и 125 женщин). В административном отношении входила в состав Армизонского сельсовета Армизонского района Ишимского округа Уральской области.

## География
Деревня находится в южной части Тюменской области, в лесостепной зоне, в пределах Ишимской равнины, на южном берегу озера Курчатского, на расстоянии примерно 1 километра (по прямой) к северу от села Армизонское, административного центра района. Абсолютная высота — 140 метров над уровнем моря.

### Часовой пояс
Деревня Семискуль, как и вся Тюменская область, находится в часовой зоне МСК+2. Смещение применяемого времени относительно UTC составляет +5:00.

## Население
| 1989 | 2002 | 2010 |
| ---- | ---- | ---- |
| 163  | ↘159 | ↗160 |

Гендерный состав
По данным Всероссийской переписи населения 2010 года в гендерной структуре населения мужчины составляли 51,3 %, женщины — соответственно 48,7 %.
Национальный состав
Согласно результатам переписи 2002 года, в национальной структуре населения русские составляли 87 % из 159 чел.

## Улицы
Уличная сеть деревни состоит из двух улиц.